# Atrina
Atrina ist eine Muschel-Gattung der Familie der Steckmuscheln (Pinnidae) aus der Ordnung der Ostreida. Die früheste Nachweis der Gattung stammt aus der Mitteltrias.

## Merkmale
Die gleichklappigen Gehäuse der Atrina-Arten sind im Umriss schinkenförmig, paddelförmig bis breit-fächerförmig und werden bis etwa 480 mm lang. Sie sind stark ungleichseitig, die Wirbel sitzen am vorderen (spitzen) Ende. Das Hinterende ist mehr oder weniger stark konvex gerundet. Die Gehäuse stecken mit dem spitzen Vorderende nach unten im weichen Sediment. Das hintere (obere), ständig klaffende Ende ragt etwa zu einem Drittel aus dem Sediment oder schließt mit der Sedimentoberfläche nahezu bündig ab. Die Gehäuse sind breit bis sehr breit und abgeflacht. Ein Längskiel fehlt. Am im Sediment steckenden Vorderende ist ventral ein weiterer klaffender Spalt vorhanden, an dem der Byssus nach außen tritt. Das Schloss weist keine Zähne auf. Das Ligament erstreckt sich über fast die gesamte Länge des Dorsalrandes und liegt in einer Rinne.
Die Schale ist aus einem mineralischen Anteil und einem organischen Periostracum aufgebaut. Sie ist vergleichsweise dünn und zerbrechlich, aber zu einem gewissen Grad auch flexibel. Die mineralische Schale besteht aus einer äußeren, kalzitischen Prismenschicht und einer inneren, aragonitischen Perlmuttschicht.
Die Oberfläche ist mit Rippen, oder scharfen, reihig angeordneten Schuppen oder nach hinten offene Schuppen versehen, oder auch annähernd glatt mit mehr oder weniger deutlichen Anwachsstreifen.
Der vordere Schließmuskel sitzt nahe dem Vorderende (unten) und ist relativ klein. Der hintere Schließmuskel ist dagegen sehr groß. Er sitzt etwas ventral bezogen auf die Breite nahe der Mantellinie, die aber deutlich vom hinteren (oberen) Ende abgerückt ist.

### Ähnliche Gattungen
Bei Pinna ist die innere Perlmuttschicht durch eine Längsfurche in einen dorsalen und einen ventralen Lobus, während bei Atrina die Perlmuttschicht einheitlich ist. Bei Atrina fehlt der typische Längskiel etwa in der Mitte des Gehäuses. In Streptopinna ist die Perlmuttschicht zu einem dorsalen Lobus reduziert. Die Gehäuse sind etwas unregelmäßig.

## Geographische Verbreitung und Lebensraum
Das Verbreitungsgebiet der Gattung liegt hauptsächlich im Indopazifik. Lediglich acht Arten kommen auch im Atlantik vor, davon drei Arten im Ostatlantik und im Mittelmeer. Die Tiere verankern sich mit Byssusfäden im Sediment oder einem festen Partikel (Stein, Gehäuse) im Sediment. Das hintere (obere) Ende schließt nahezu bündig mit der Sedimentoberfläche ab. Die meisten Arten leben in flachen Gewässern bis einige Zehnermeter Wassertiefe. Die Zerbrechliche Steckmuschel (Atrina fragilis) kommt jedoch in deutlich größeren Wassertiefen (ca. 150 bis 600 Meter).

## Taxonomie
Das Taxon wurde 1842 von John Edward Gray aufgestellt. Typusart ist Pinna nigra Dillwyn, 1817, ein jüngeres Synonym von Pinna vexillum Born, 1778. Die MolluscaBase und die Paleobiology Database weisen der Gattung folgende rezenten und fossilen Arten zu:
- Gattung Atrina Gray, 1842
  - †Atrina affinis (Sowerby, 1821) (Eozän)[6]
  - †Atrina alamadensis (Yates in Cooper, 1888) (Oligozän/Miozän)[7]
  - †Atrina arcuata (Sowerby, 1821) (Eozän)[8]
  - †Atrina argentea (Conrad, 1848) (Oligozän)
  - Atrina assimilis (Reeve, 1858)
  - †Atrina bicuneata (Nomland, 1917) (Miozän)[7]
  - †Atrina cawcawensis (Harris, 1919) (Eozän)[9]
  - Atrina chautardi Nickles, 1953
  - Atrina chinensis (Deshayes in Cuvier, 1841)
  - Atrina cumingii (Reeve, 1858)
  - †Atrina exanthema (Speyer, 1864) (Oligozän)[8]
  - Atrina exusta (Gmelin, 1791)
  - Zerbrechliche Steckmuschel (Atrina fragilis (Pennant, 1777))
  - †Atrina gardnerae (Barry, 1946) (Paläozän)[10]
  - †Atrina gravida (Harris, 1919) (Eozän)[10]
  - †Atrina harrisii Dall, 1898 (Miozän)
  - Atrina hystrix (Hanley, 1858)
  - Atrina inflata (Dillwyn, 1817)
  - †Atrina jacksoniana Dall, 1898 (Eozän)[10]
  - Atrina japonica (Reeve, 1858)
  - Atrina kinoshitai Habe, 1953
  - Atrina lischkeana (Clessin, 1891)
  - †Atrina magellanica Ihering, 1907 (Oligozän/Miozän)
  - Atrina marquesana Schultz & Huber, 2013
  - Atrina maura (Sowerby, 1835)
  - †Atrina moreana (d'Orbigny, 1844) (Cenomanium)
  - Atrina oldroydii Dall, 1901
  - Atrina pectinata (Linnaeus, 1776)
  - Atrina penna (Reeve, 1858)
  - Atrina pini Schultz & Huber, 2013
  - †Atrina piscatoria Glenn, 1904 (Miozän)
  - †Atrina propinqua (Vincent, 1894) (Thanetium)[8]
  - †Atrina pyriformis (Wood, 1861) (Eozän)[8]
  - †Atrina quadrata (Dall, 1898) (Eozän)[10]
  - †Atrina radwanskii Jakubowski, 1977 (Badenium)[8]
  - Atrina recta Dall, Bartsch & Rehder, 1938
  - Atrina rigida (Lightfoot, 1786)
  - †Atrina rostriformis (Morton, 1842) (Eozän)[10]
  - Atrina seminuda (Lamarck, 1819)
  - Atrina serra (Reeve, 1858)
  - Atrina serrata (G. B. Sowerby I. 1825)
  - †Atrina sinuata Waller& Stanley, 2005 (Trias)[1]
  - Atrina squamifera (Sowerby, 1835)
  - †Atrina stephensi Hanna, 1926 (Miozän/Pliozän)[7]
  - Atrina strangei (Reeve, 1858)
  - †Atrina subpectinata (Michelotti in Sacco, 1898) (Miozän)[8]
  - †Atrina talarensis Olsson, 1928 (Eozän)
  - Atrina tasmanica (Tenison & Woods, 1876)
  - Atrina teramachii Habe, 1953
  - Atrina texta Hertlein, Hanna & Strong, 1943
  - Atrina tuberculosa (Sowerby, 1835)
  - †Atrina venturensis (Yates in Cooper, 1888) (Oligozän/Miozän)[7]
  - Atrina vexillum (Born, 1778)
  - Atrina zelandica (Gray, 1835)

MolluscaBase verzeichnet als Synonym Pennaria Mörch, 1853, ein jüngeres Homonym von Pennaria Blainville, 1818 (Annelida). Die Gattung Atrina wird von Peter Schultz und Markus Huber in die drei Untergattungen Atrina (Atrina), Atrina (Australopinna) Schultz & Huber, 2013 und Atrina (Servatrina) Iredale, 1939 unterteilt.

## Belege